# FG 42
El FG 42 (Fallschirmjägergewehr 42, «fusil de paracaidista 42» en alemán) fue un fusil de combate de fuego selectivo producido por Alemania durante la Segunda Guerra Mundial. El arma fue desarrollada para los Fallschirmjäger (cazadores paracaidistas) que, encuadrados en la Luftwaffe, precisaban un arma de apoyo específica y ligera tras su experiencia en la Batalla de Creta.

## Historia y desarrollo

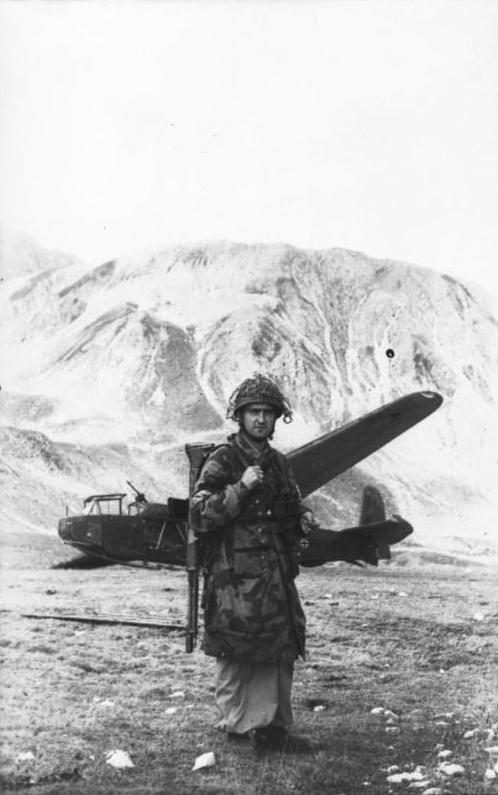
Paracaidista alemán, Septiembre de 1943

En un principio los paracaidistas debían conformarse con un número limitado de ametralladoras MG34, la cual, incluso en su configuración de ametralladora ligera, era significativamente pesada y voluminosa; y armas individuales como los K98k y los MP40. Consecuentemente, se desarrolló el FG 42 con la característica de poder realizar disparos en modo semiautomático y automático y también servir como arma de apoyo ligero, todo ello con diversos elementos plegables (alza, punto de mira, bípode) adaptados a la función aerotransportable y de lanzamiento del soldado. Su desarrollo fue autorizado por Hermann Göring.
Después de la introducción de los fusiles semiautomáticos G41 y G43 en el Ejército Alemán (Heer) y en las Waffen SS, Göring —que en ese momento era jefe supremo de la Luftwaffe— insistió en que los Fallschirmjäger estuvieran provistos de un arma avanzada.
Los requisitos eran que fuese suficientemente ligera para que el paracaidista la pudiera llevar en su lanzamiento, que incorporase un sistema de disparo automático variable y que funcionara como un simple fusil de asalto en caso necesario. Seis fabricantes fueron contratados pero solo se conocen algunos prototipos de entre los presentados. El diseño de Rheinmetall-Borsig, diseñado por Louis Stange, fue aceptado para ser producido en serie por Heinrich Krieghoff de Suhl y L.O. Dietrich de Altenburg.

## Pruebas de campo

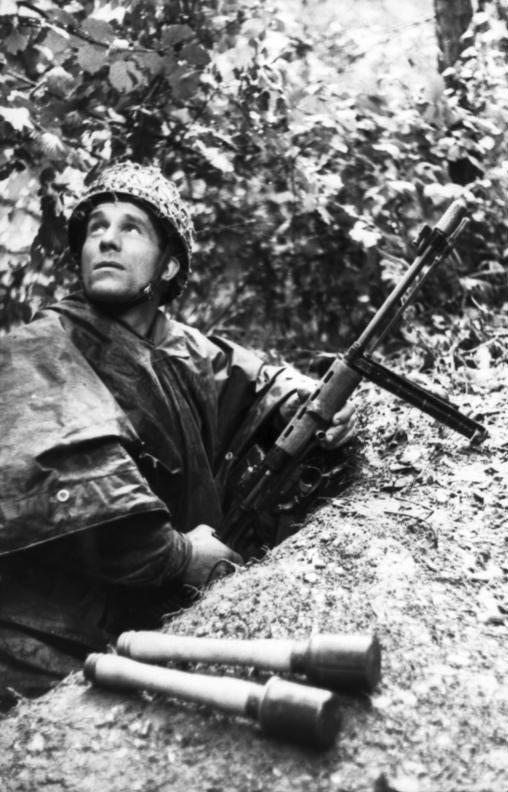
Paracaidista con FG 42 y granadas de mano, en Francia, junio de 1944.

El FG 42 llenó un hueco importante en el arsenal alemán y fue bien recibido por los paracaidistas cuando fue probado, pero presentaba desventajas. El FG 42 tenía un cargador de 20 cartuchos, opcionalmente de 10, que se insertaba en el lado izquierdo del arma. Aunque la técnica del cargador lateral era común en los subfusiles, este gran cargador con una pesada munición tendía, por su efecto en la inercia del cerrojo, a desequilibrar la alineación del arma. Además, era complicado controlar el retroceso con fuego automático; aunque utilizaba un complejo freno de boca-apagallamas para reducir el retroceso y el fogonazo, estos efectos eran mayores que los de otras armas similares.
El FG 42 disparaba en modo semiautomático a cerrojo cerrado, lo que le daba cierta precisión. Cuando se usaba el modo automático, el arma utilizaba el sistema de cerrojo abierto, lo que prevenía de algún modo el progresivo calentamiento del cañón, impidiendo que la recámara se recalentara excesivamente y en algún momento afectara a la pólvora o al fulminante del subsiguiente cartucho alojado.

## Despliegue
Tras producir unos 2 000 FG 42 en la empresa Krieghoff, los suministros de acero al manganeso fueron desviados a otras necesidades. Esto supuso un rediseño para poder emplear en su lugar chapa de acero estampada. Los informes de campo también solicitaban mejoras de menor importancia, como trasladar el bípode desde el guardamano al extremo del cañón, cambiar el ángulo de la empuñadura haciéndola casi vertical, prolongar el guardamanos y sustituir la culata de metal por madera para reducir el sobrecalentamiento.
En el momento en el que el modelo II de la FG 42 se estaba desarrollando, la guerra había cambiado significativamente a peor. Los frecuentes bombardeos aliados impedían la producción y las únicas armas que se podían fabricar estaban realizadas con materiales de baja calidad y con métodos de producción pobres. Al final, se fabricaron solo unas 5 000 unidades del nuevo modelo y un número limitado de ellas acabaron en manos de las tropas de ocupación.